# Les Chiens sauvages
Les Chiens sauvages est un livre de Michel Peyramaure publié en 2000 aux Editions Robert Laffont.

## Présentation et résumé
Martial est un vieil ermite quelque peu misogyne, d'une dignité qui est celle des pauvres gens, dont la vie a ses secrets, celui en particulier d'un chef de la révolte des croquants qu'il raconte un soir à des inconnus.
Il devient un paysan sans terre, déraciné et se réfugie dans un village du Limousin, à Crocq (d'où le nom de croquants) où va gronder l'insurrection aussi bien contre les réformés de Coligny que contre les troupes royales.
Après la mort d'Henri IV, le sort de Martial et de ses compagnons est loin de s'améliorer. En Limousin et Périgord, très loin de Paris et du pouvoir royal, le peuple paysan ploie sous les impôts et les brimades de la soldatesque royale. On assiste dans les vastes forêts qui s'étendent entre Brantôme, Périgueux et Bergerac à des "révoltes de la misère et de la faim", régulièrement écrasés par les troupes royales.
Mais en 1635, l'un des leurs Pierre Grellety se place à leur tête, défie le pouvoir royal et résiste aux troupes envoyées pour les réduire. Il faudra toute l'habileté manœuvrière de Richelieu pour négocier leur intégration dans les armées royales.

## Éditions
- Les Chiens sauvages, Robert Laffont, 2000, 416 pages,  (ISBN 2-221-09243-0)
- Réédition Pocket, 2002, 520 pages,  (ISBN 2266117033)